# El Zorro de Monterrey
Série
Zorango et les comancheros
(1971)
Pour plus de détails, voir Fiche technique et Distribution.
El Zorro de Monterrey (Zorro la maschera della vendetta) est un film italo-espagnol réalisé par José Luis Merino, sorti en 1971.

## Synopsis
Antonio Sandoval revient à Monterey, en Californie, après avoir fini ses études en Espagne. Il y découvre la population vivant sous la terreur en raison des agissements du colonel Cordoba qui règne d'une main de fer. Celui-ci n'hésite pas à tuer tous ceux qui osent s'opposer à lui, même ses propres hommes. Lors de son voyage, Antonio a entendu de nombreuses histoires sur les légendaires exploits du mystérieux justicier, El Zorro de Monterey qui a disparu depuis plusieurs années. Et lorsqu'un vieil homme lui annonce sur son lit de mort qu'il est en réalité le fils de Zorro, Sandoval décide de faire revivre la légende et endosse le masque de son père pour ramener la justice...

## Fiche technique
- Titre original : El Zorro de Monterrey
- Titre italien : Zorro la maschera della vendetta
- Titre français : Zorro de Monterrey[2]
- Titre anglais ou international : Zorro the Invincible
- Réalisation : José Luis Merino
- Scénario : Mario Damiani, Lorenzo Gicca Palli, María del Carmen, Martínez Román
- Photographie : Emanuele Di Cola
- Montage : Giuseppe Giacobino[3]
- Musique : Coriolano Gori, Gianni Marchetti
- Production : María Ángel Coma Borrás
- Société(s) de production : Duca Internazionale, Filmar Compagnia Cinematografica, Hispamer Films
- Pays d’origine :  Espagne,  Italie
- Langue originale : espagnol
- Format : couleur (Eastmancolor) — 35 mm — 2.35,1 (Techniscope)[4] — son Mono
- Genre : action, aventure, western
- Durée :
  - 96 minutes[5]
  - 89 minutes[3]
- Dates de sortie :
  - Espagne : 29 juillet 1971
  - Italie : octobre 1971[6]
  - France : 1973[2]

## Distribution
- Carlos Quiney : Antonio Sandoval / El Zorro
- Aldo Bufi Landi : Colonel Cordoba
- José Jaspe : le gouverneur
- Maria Pia Conte : Isabella, la fille du gouverneur
- Pasquale Basile : Borracha, l'allié de Sandoval
- Léa Nanni : Berta
- Mariano Vidal Molina : Alcade José Arellano
- Antonio Jiménez Escribano : Samuel Cruz, le banquier
- José Marco : Jeremy Stanford
- Maruja Garcia Alonso : la femme de Jeremy
- Guillermo Mendez : Matías, l'aide de Zorro
- Luis Marin : Capitaine Rollán
- Margarita Alcazar
- Juan Cortés
- Lino Desmond : l'officier déchu et tué (au début du film)
- Susana Estrada : vendeuse
- Alex Marco
- Javier de Rivera : le vieux chef de village
- Santiago Rivero
- Francisco Sanz : hôtelier
- Pasquale Simeoli : le chef de village fouetté
- Joaquín Solís
- Maruja Vallojera : chanteuse de la cantina

Source : 

## Bande originale
La bande originale du film a été composée par Gianni Marchetti et a été distribué par GDM Music en 2010. Le CD est composé de 27 pistes : 13 issues de Zorro la maschera della vendetta et les suivantes sont issues du film Top Crack réalisé par Mario Russo en 1967 et dont la musique a été également composée par Gianni Marchetti. Sa durée totale est de 48 min 27 s.

### Liste des titres
| 1.    | Zorro La Maschera Della Vendetta             | 2:02 |
| 2.    | Ricordi Malinconici                          | 1:04 |
| 3.    | Festa Al Villaggio                           | 1:25 |
| 4.    | Zorro In Azione                              | 2:11 |
| 5.    | Momento Romantico                            | 1:40 |
| 6.    | Zorro La Maschera Della Vendetta (Reprise)   | 2:03 |
| 7.    | Avventure                                    | 1:33 |
| 8.    | Verso Sera                                   | 1:17 |
| 9.    | Zorro Contro Tutti                           | 0:56 |
| 10.   | Momento Romantico (Reprise)                  | 1:25 |
| 11.   | Contro Ogni Ingiustizia                      | 1:03 |
| 12.   | Nuove Avventure                              | 2:17 |
| 13.   | Zorro La Maschera Della Vendetta (Reprise 2) | 1:06 |
| 20:02 |                                              |      |

## Sorties en DVD et disque Blu-ray
Le film, dans sa version francophone, reste inédit sur support DVD et Blu-ray.